# Chevrolet Bel Air
Chevrolet Bel Air – samochód osobowy klasy wyższej produkowany pod amerykańską marką Chevrolet w latach 1953–1981.
Nazwa Bel Air pojawiła się po raz pierwszy jako uzupełniający wyróżnik pierwszego modelu Chevroleta z nadwoziem hardtop coupe – Chevrolet DeLuxe Styleline Bel Air, wprowadzonego w styczniu 1950 roku. Od 1953 roku Bel Air stał się samodzielnym modelem.

## Pierwsza generacja

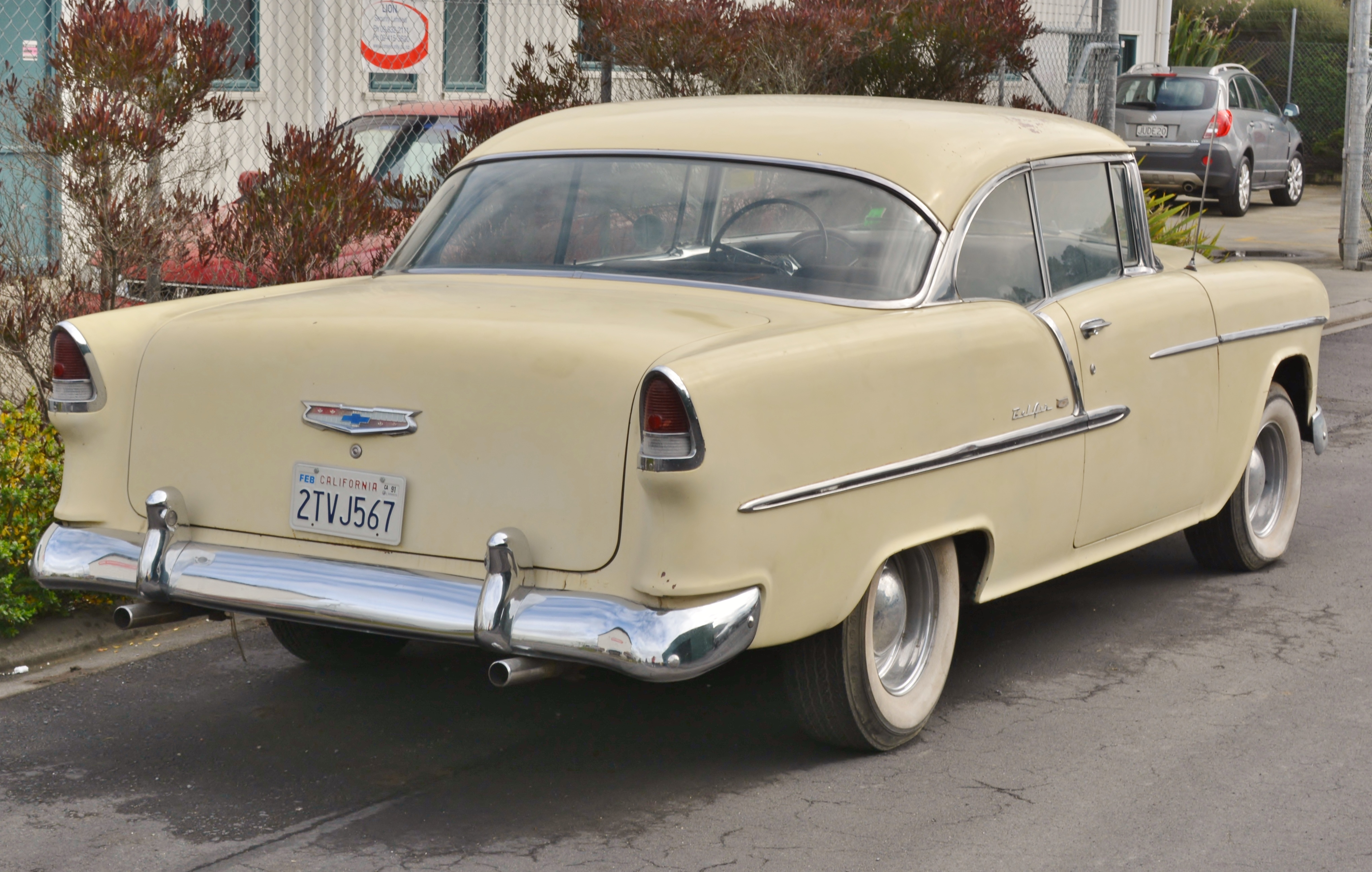
Chevrolet Bel Air I - tył

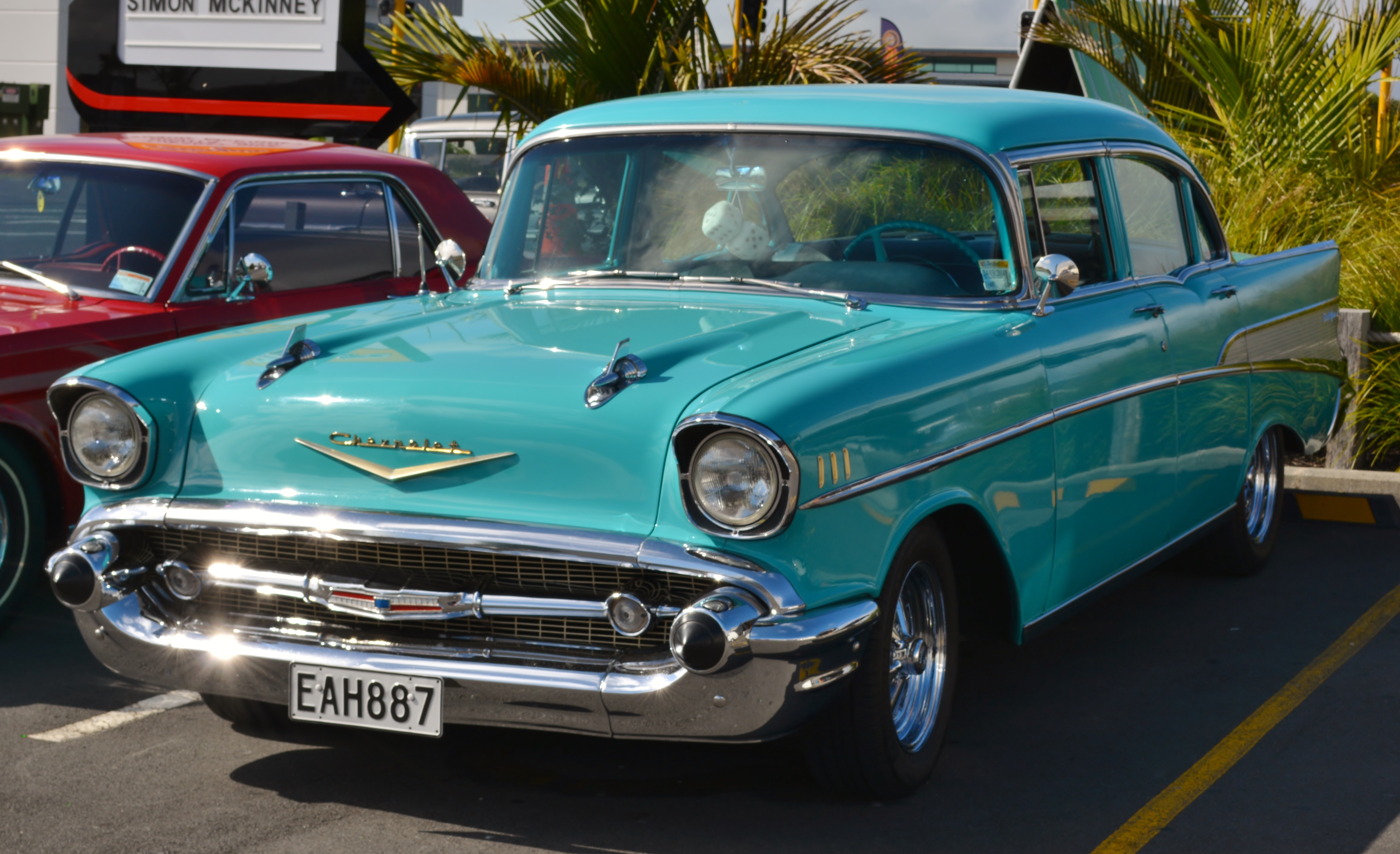
Chevrolet Bel Air I po liftingu

Chevrolet Bel Air I został zaprezentowany po raz pierwszy w styczniu 1953 roku.
W pierwszej połowie lat 50. XX wieku Chevrolet przedstawił obszernie zmodernizowaną gamę swoich pełnowymiarowych modeli. Nowa linia Bel Air zajęła miejsce dotychczas oferowanego Deluxe, opierając się o architekturę GM A body skonstruowaną przez koncern General Motors.
Pierwsza generacja Bel Air zyskała takie charakterystyczne wówczas elementy, jak dywaniki podłogowe, chromowane rynienki na dachu, a także tzw. kły na zderzakach, a także chromowane kołpaki. W późniejszym czasie napis "Bel Air" na nadwoziu został ozłocony.
Modele z lat 1955–1957 są najbardziej rozpoznawalnymi amerykańskimi samochodami wszech czasów; często spotykane egzemplarze (szczególnie coupe oraz kabriolety) są chętnie odkupowane i odrestaurowywane przez kolekcjonerów.

### Restylizacje
Podczas trwającej 3 lata produkcji trzeciej generacji Chevroleta Bel Air, samochód największą restylizację przeszedł w 1956 roku. Przyniosła one obszerne zmiany w wyglądzie pasa przedniego, na czele z dużą, chromowaną poprzeczką dzielącą atrapę chłodnicy.

### Silniki
- L6 3.5l Thriftmaster
- L6 3.9l Blue Flame
- V8 4.3l Small-Block
- V8 4.6l Small-Block

## Druga generacja

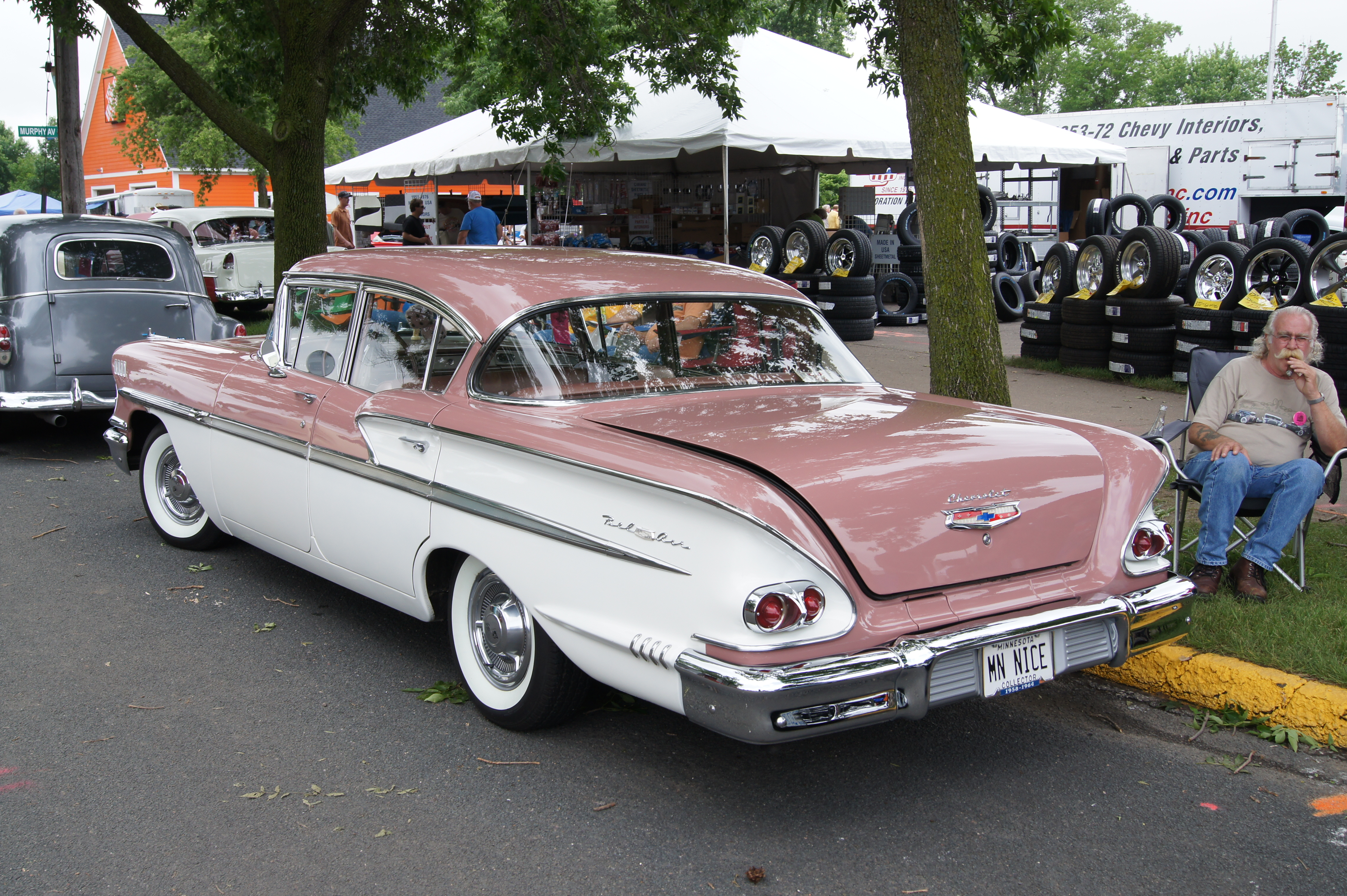
Chevrolet Bel Air II - tył

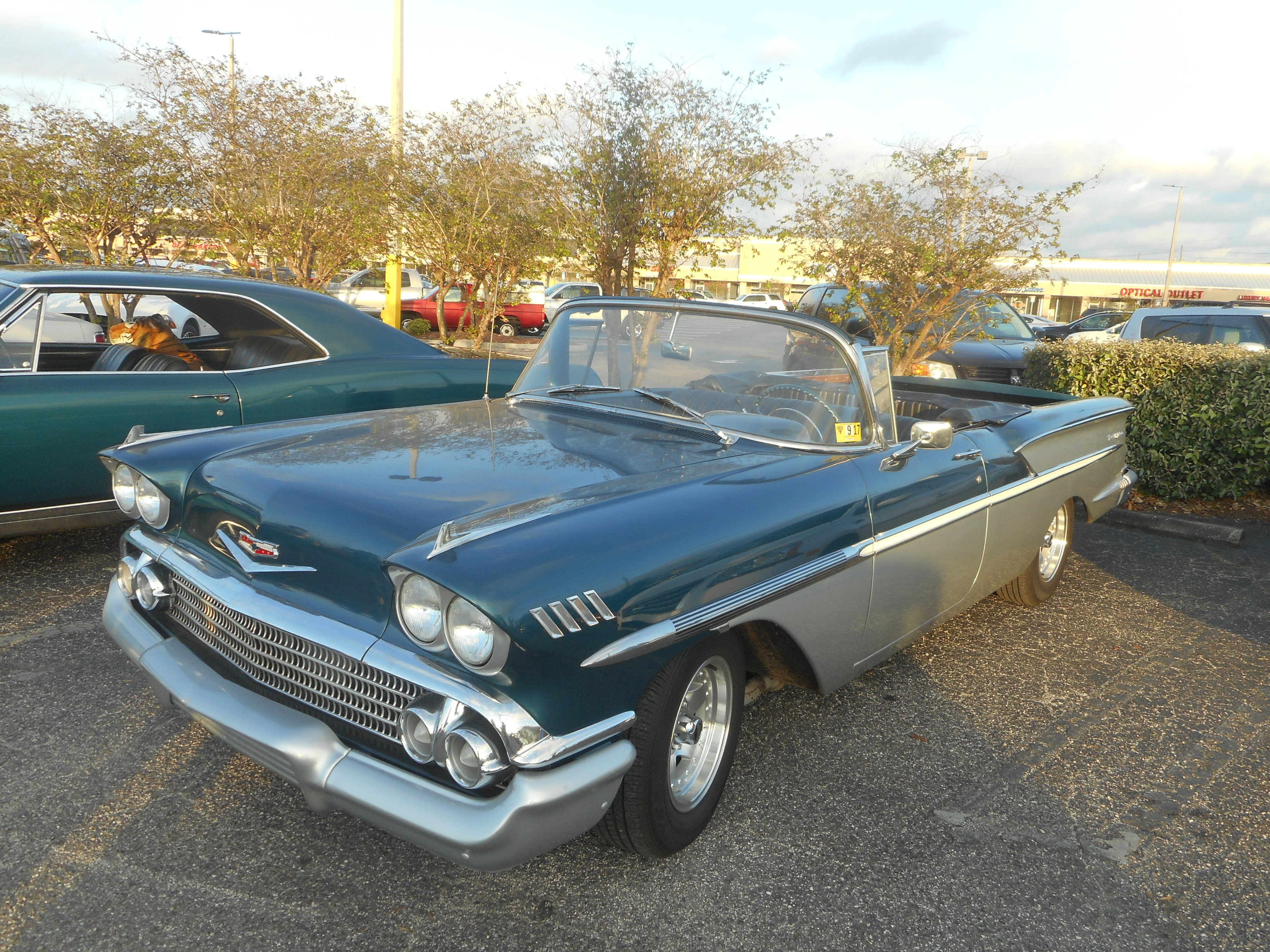
Chevrolet Bel Air II Coupe

Chevrolet Bel Air II został zaprezentowany po raz pierwszy w 1957 roku.
Druga generacja Bel Air ponownie pojawiła się w ofercie Chevroleta jako element obszernej gamy dużych modeli producenta, plasując się jako bardziej przystępna cenowo alternatywa dla topowej Impali. Samochód oparto na nowej platformie GM B, zyskując gruntownie zmodyfikowaną sylwetkę.
Nadwozie zyskało charakterystyczną, wysoko umieszczoną linię reflektorów, a także szeroki, obszerny chromowany grill. Nadwozie stało się niższe, zyskując w standardzie charakterystyczne, bogato chromowane nadwozie z dwubarwnym malowaniem i jednoczęściową, zaginaną przednią szybą.

### Silniki
- L6 3.9l Blue Flame
- V8 4.6l Small-Block
- V8 5.7l Big-Block

## Trzecia generacja

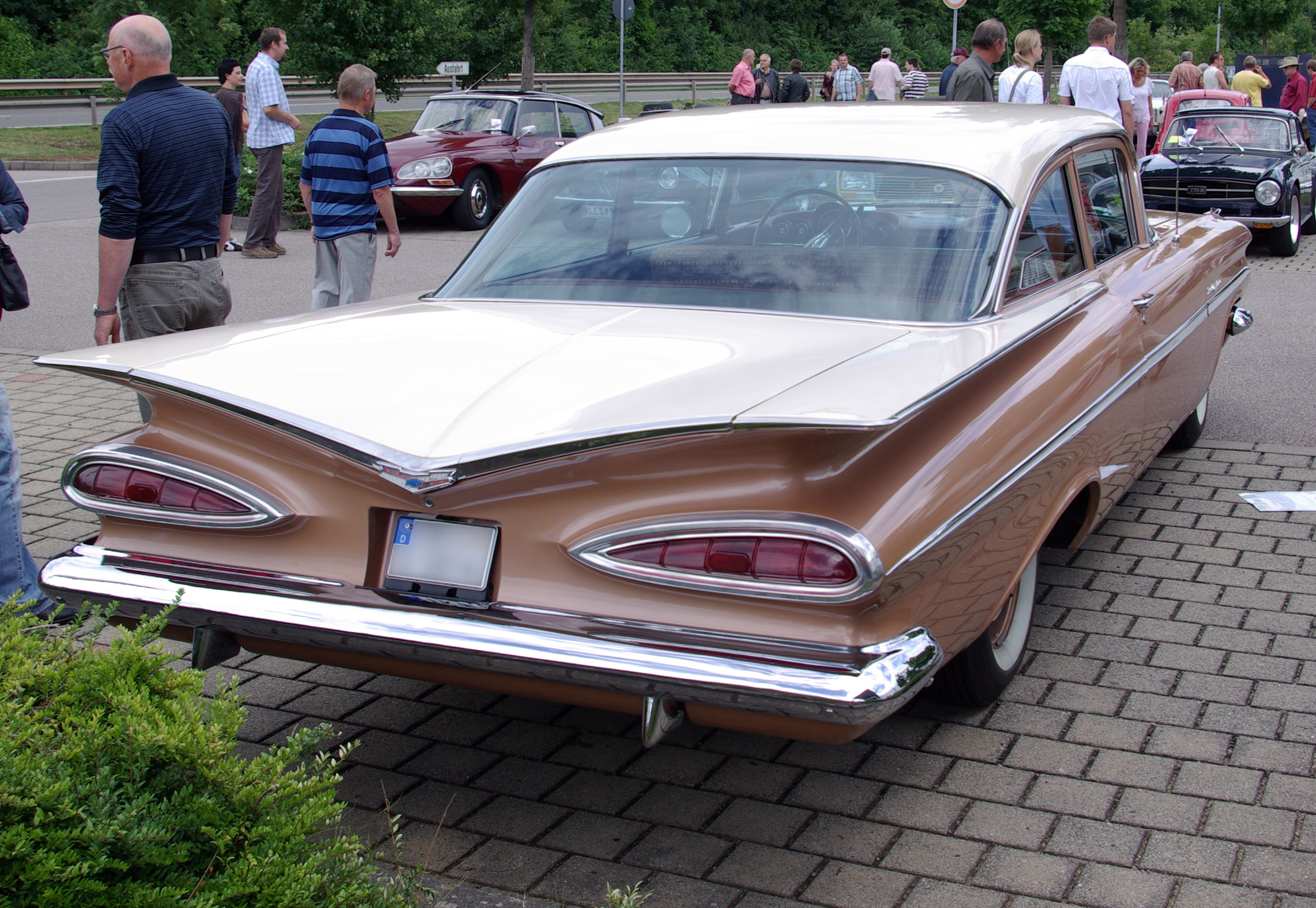
Chevrolet Bel Air III - tył

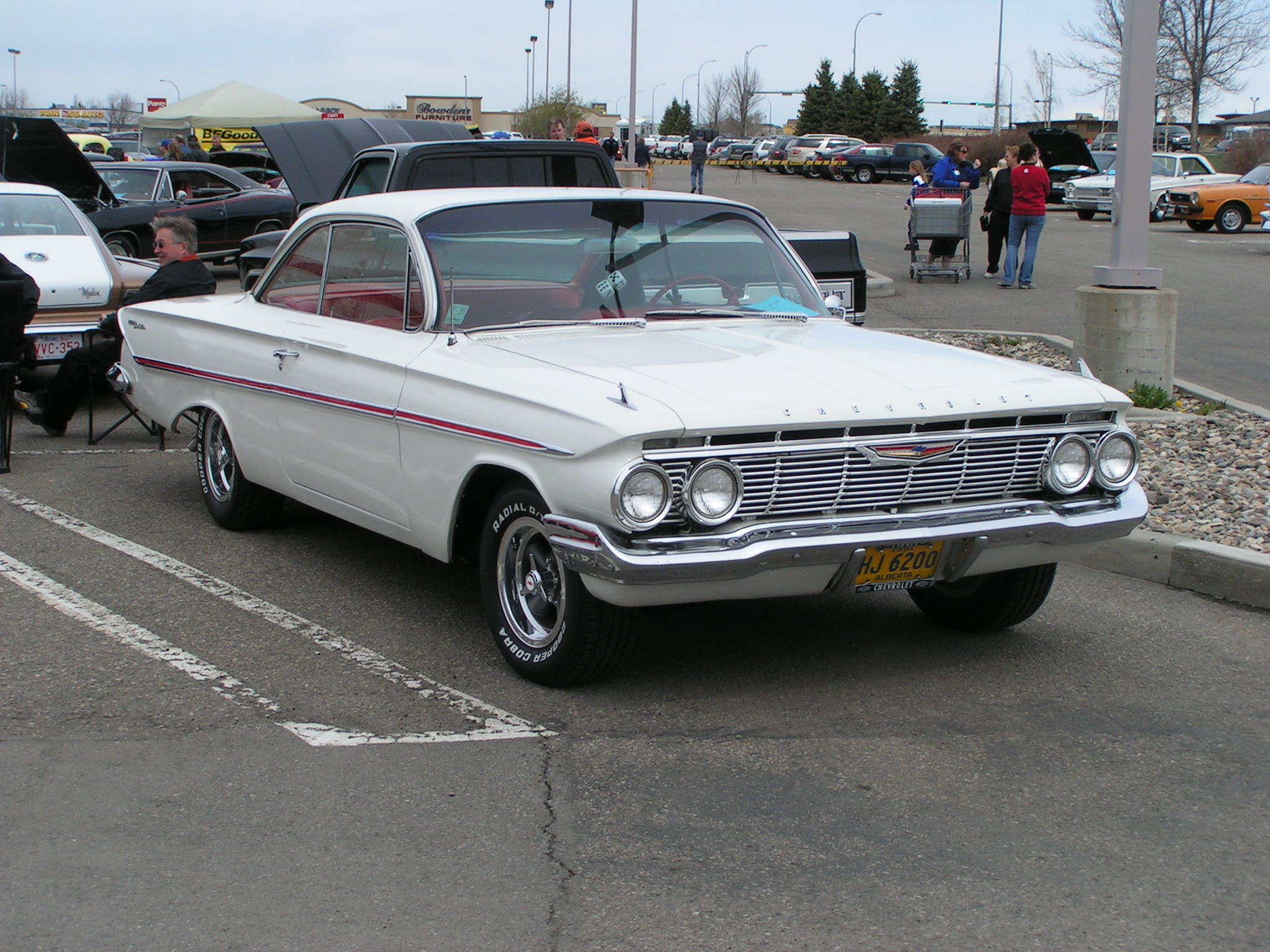
Chevrolet Bel Air III po liftingu

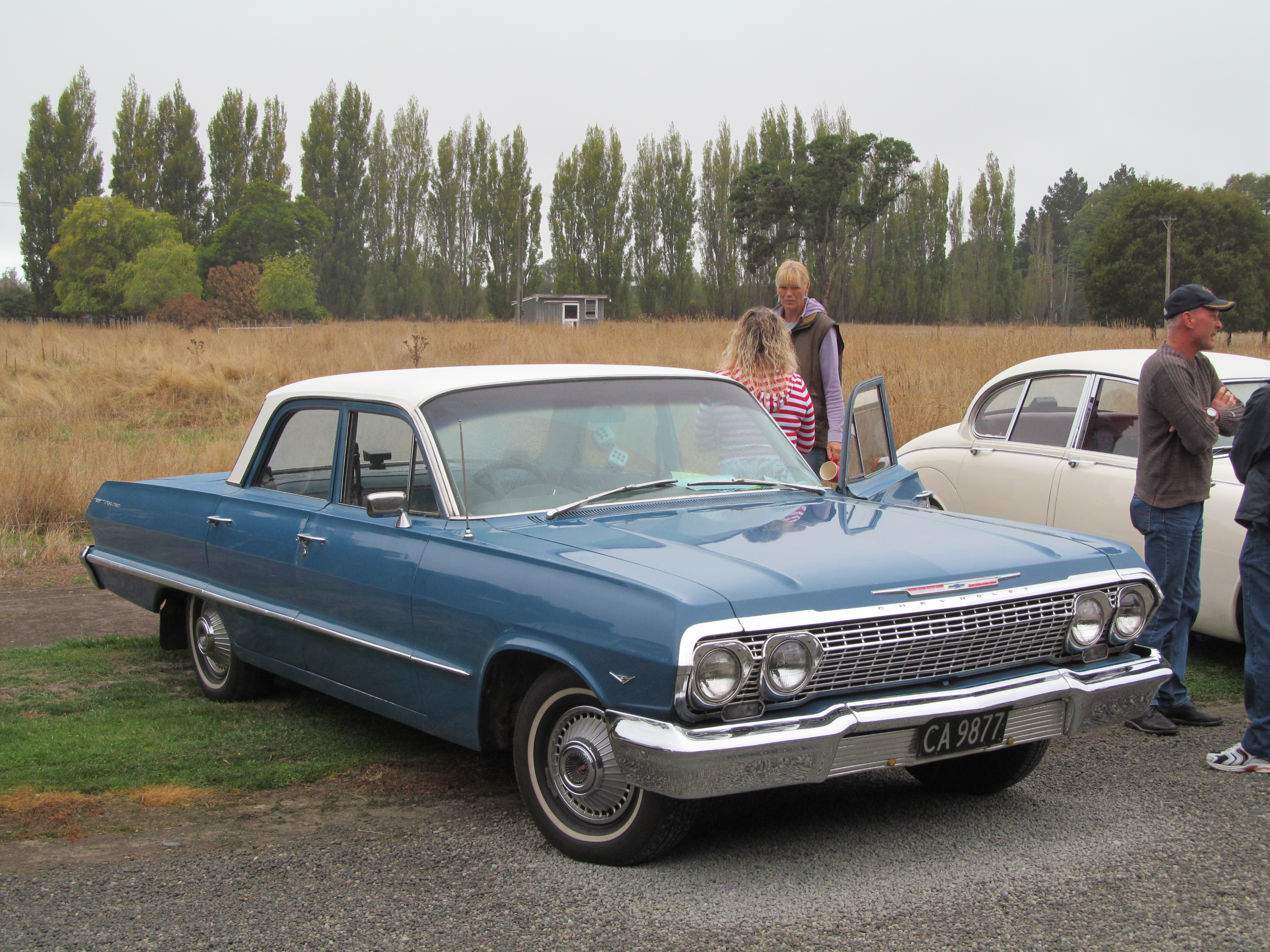
Chevrolet Bel Air III po drugim liftingu

Chevrolet Bel Air III został zaprezentowany po raz pierwszy w 1959 roku.
Trzecia generacja Chevroleta Bel Air przyniosła obszerny zakres zmian w stylistyce zewnętrznej, ponownie powstając na platformie GM B body'.
Samochód utrzymano w awangardowej estetyce, wyróżniając się ostrymi, poziomo poprowadzonymi przetłoczeniami, a także nisko osadzonym oświetleniem. Charakterystycznym elementem tylnej części nadwozia stało się załamanie w środkowej części klapy bagażnika w kształcie litery V.

### Restylizacje
Podczas trwającej 6 lat produkcji trzeciej generacji Bel Air, samochód przeszedł 4 restylizacje, z czego największa miała miejsce w 1960 roku. Podobnie do takich pokrewnych modeli, jak Kingswood czy Biscayne, samochód zyskał gruntownie zmodyfikowane nadwozie. Zarówno przód, jak i tył zdobiły charakterystyczne, płynne przetłoczenia łączące się z pozostałymi panelami nadwozia.

### Silniki
- L6 3.8l Chevrolet
- L6 3.9l Chevrolet
- V8 4.6l Small-Block
- V8 5.4l Small-Block
- V8 5.7l Big-Block
- V8 6.7l Big-Block

## Czwarta generacja

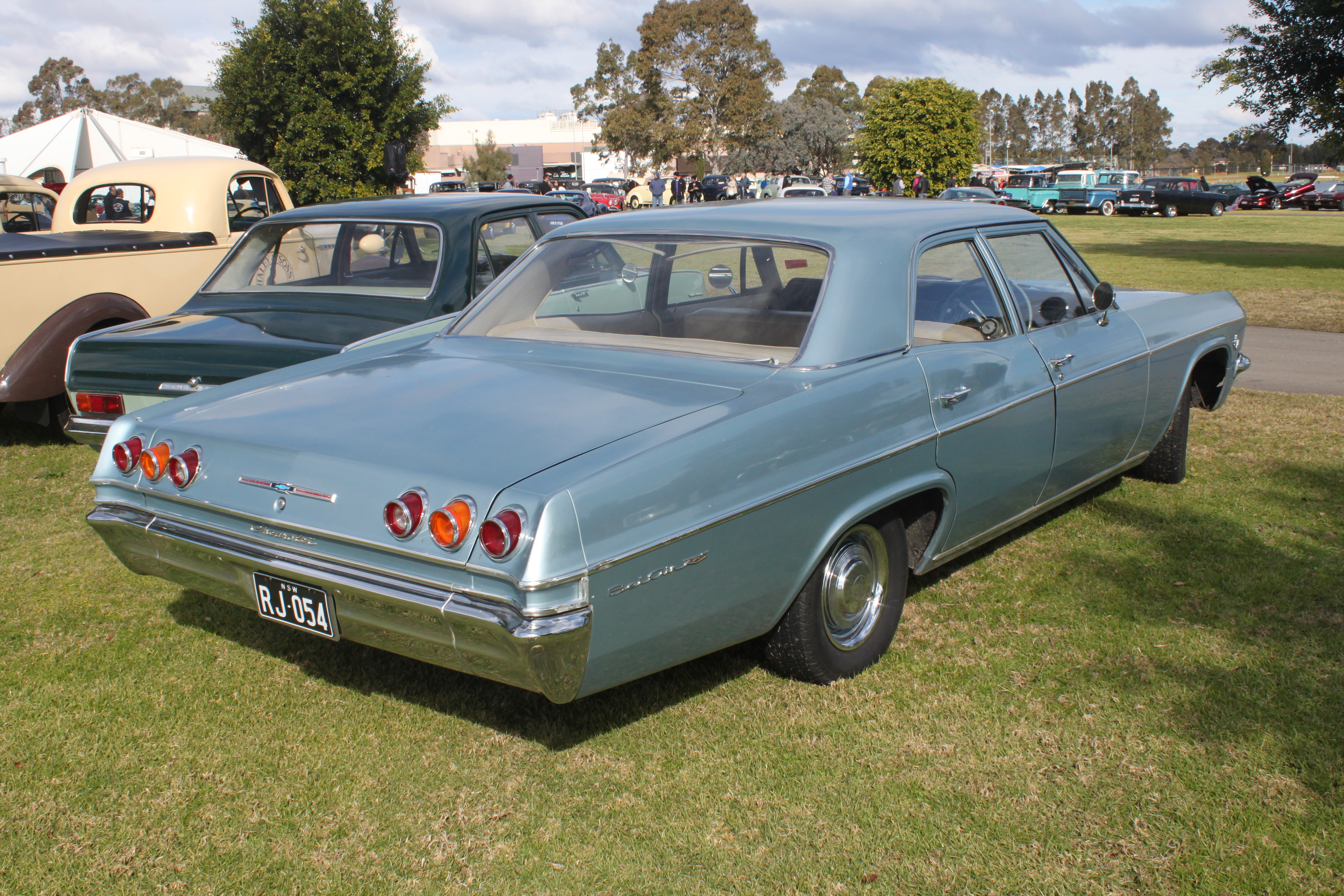
Chevrolet Bel Air IV - tył

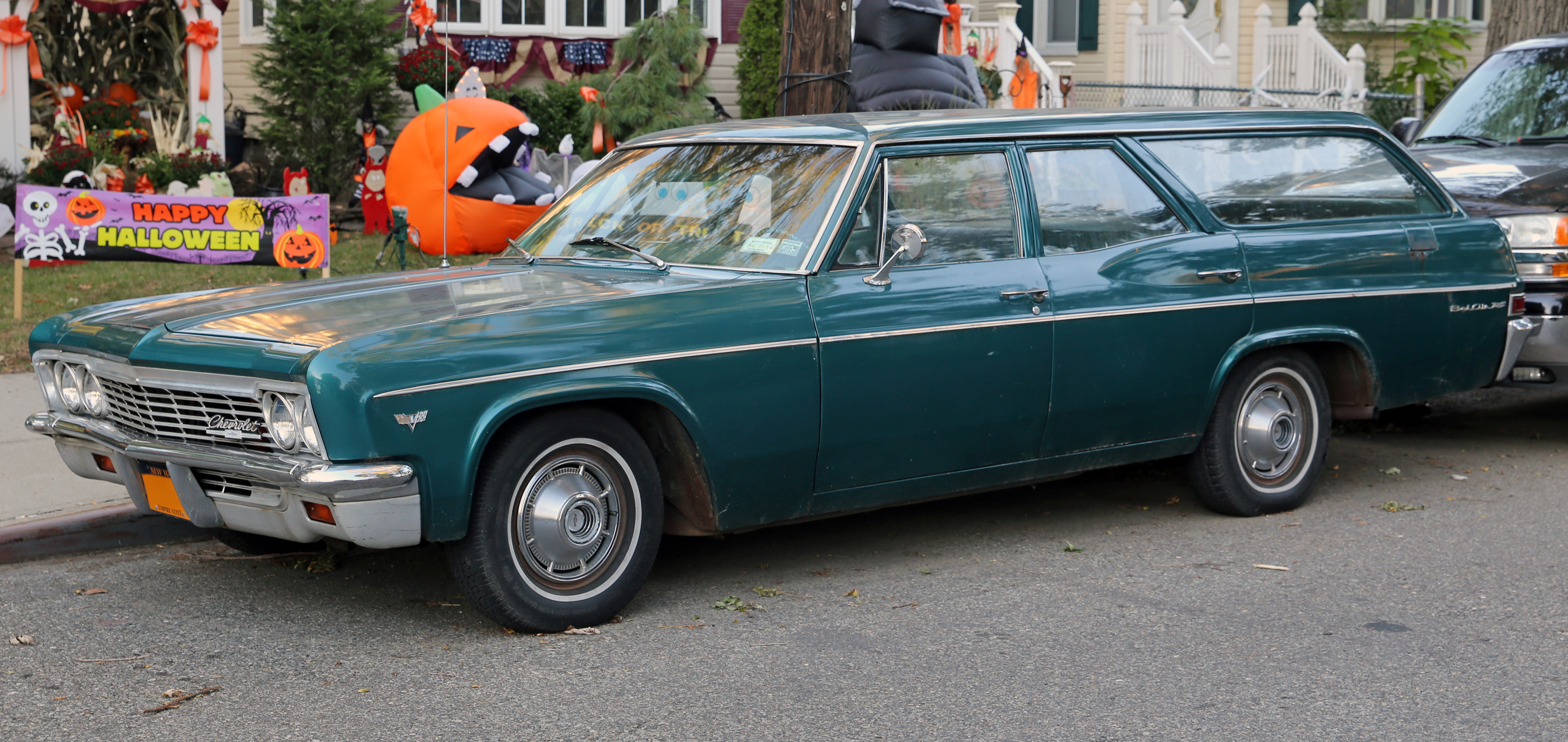
Chevrolet Bel Air IV Kombi

Chevrolet Bel Air IV został zaprezentowany po raz pierwszy w 1965 roku.
Czwarta odsłona Bel Air ponownie skonstruowana została jako element gamy dużych modeli Chevroleta opartych na platformie GM B body. W przeciwieństwie do awangardowo stylizowanego poprzednika, samochód zyskał tym razem znacznie bardziej stonowaną karoserię z masywnymi, kanciastymi błotnikami zadartymi ku górze, a także duży chromowany pas przedni z podwójnymi reflektorami.
Charakterystyczną cechą tej generacji Bel Air była długa tylna część nadwozia, która w odmianie sedan przyjęła szpiczasty kształt i charakterystyczne, potrójne lampy.

### Silniki
- L6 3.8l Chevrolet
- L6 4.1l Chevrolet
- V8 4.6l Small-Block
- V8 5.0l Small-Block
- V8 5.4l Small-Block
- V8 5.7l Small-Block
- V8 6.5l Big-Block
- V8 6.6l Small-Block
- V8 6.7l Big-Block
- V8 7.0l Big-Block

## Piąta generacja

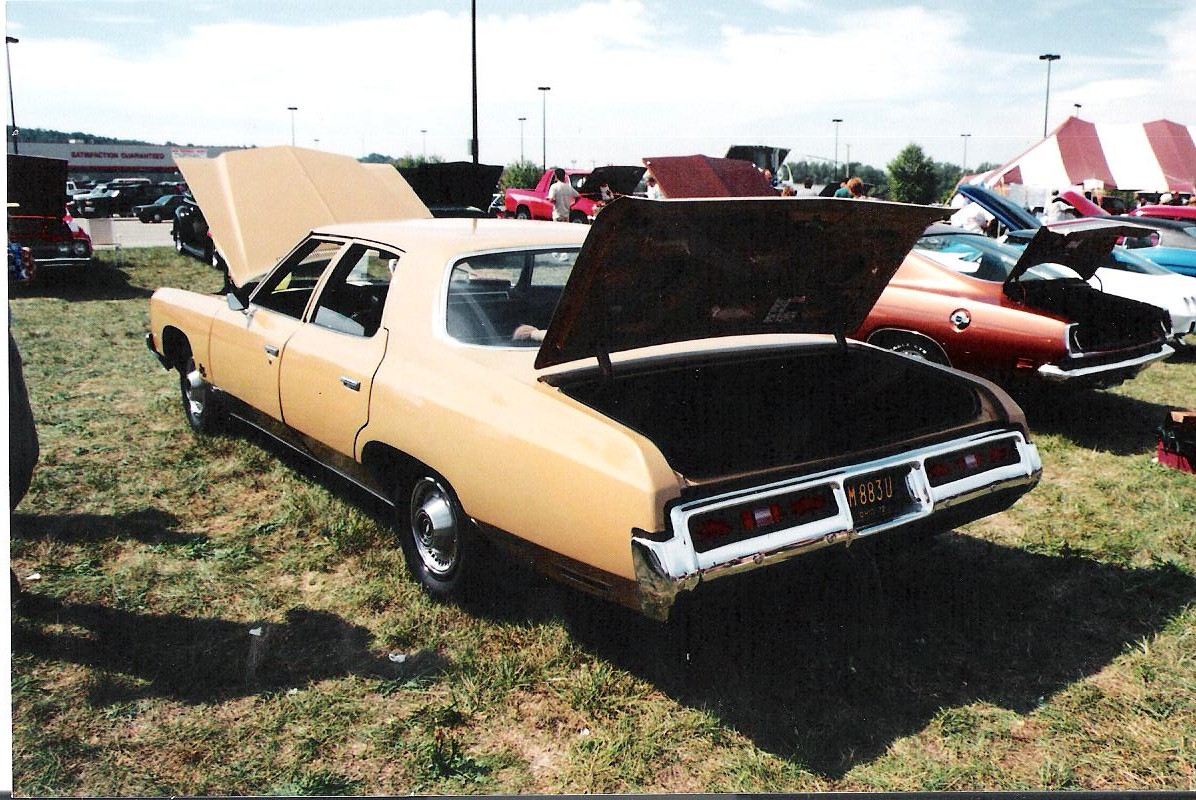
Chevrolet Bel Air V - tył

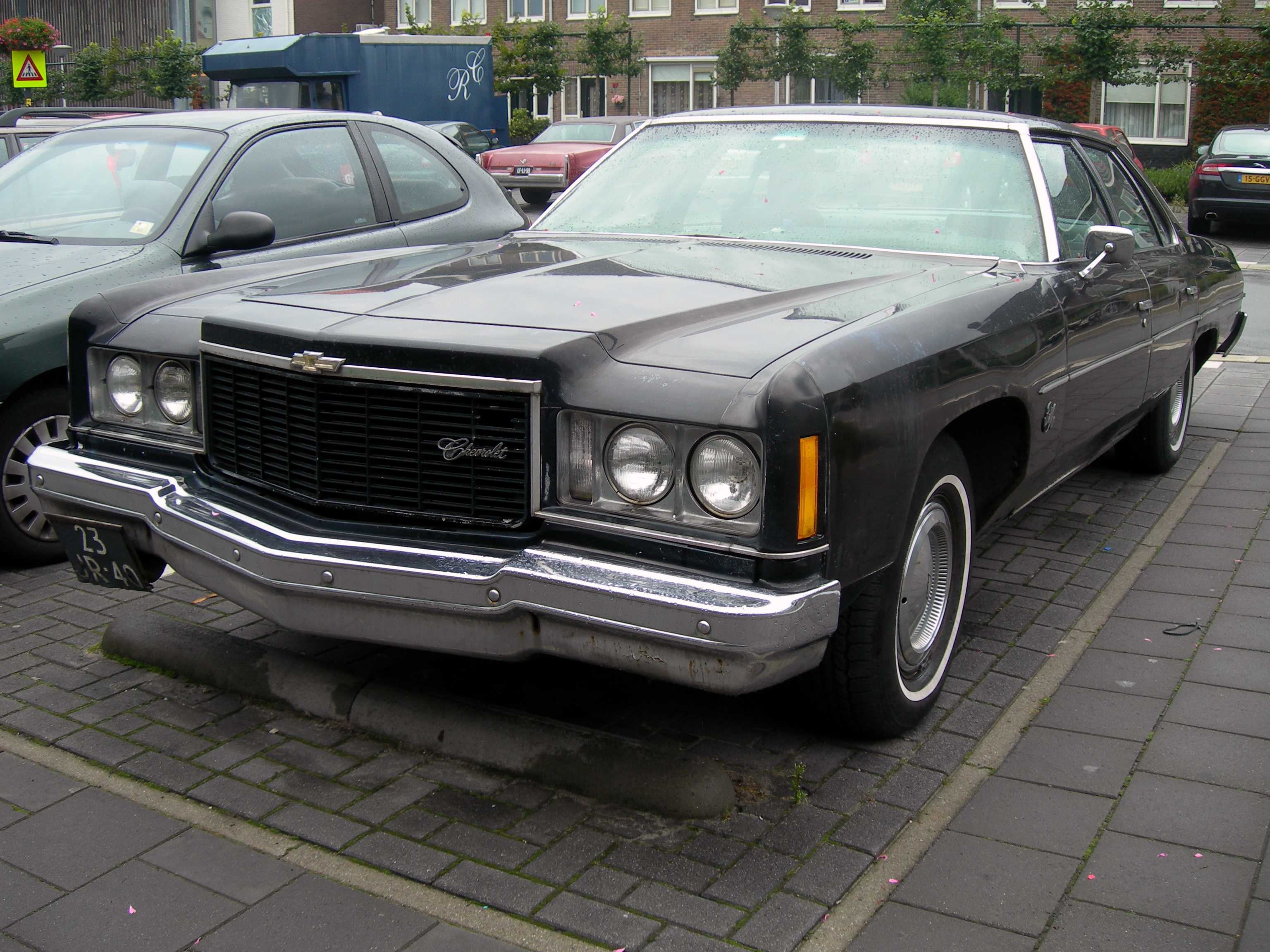
Chevrolet Bel Air V po liftingu

Chevrolet Bel Air V został zaprezentowany po raz pierwszy w 1970 roku.
Piąta i zarazem ostatnia oferowana w Stanach Zjednoczonych generacja linii modelowej Bel Air z początkiem lat 70. XX wieku przeszła obszerną restylizację i zmiany techniczne.
Oparta na nowej platformie General Motors, B-body, zyskała kanciastą karoserię z nielicznymi przetłoczeniami i masywnie zarysowanymi błotnikami. Pas przedni zdobiła charakterystyczna, wąska atrapa chłodnicy z maską zajmującą pas przedni do połowy.

### Restylizacje
Największe zmiany w stylistyce Chevroleta Bel Air piątej generacji przeszedł w 1974 roku, zyskując zmiany w wyglądzie przedniej części nadwozia. Pojawiła się wówczas duża prostokątna atrapa chłodnicy.

### Silniki
- L6 4.1l Chevrolet
- V8 5.7l Small-Block
- V8 6.6l Small-Block
- V8 7.4l Big-Block

## Szósta generacja

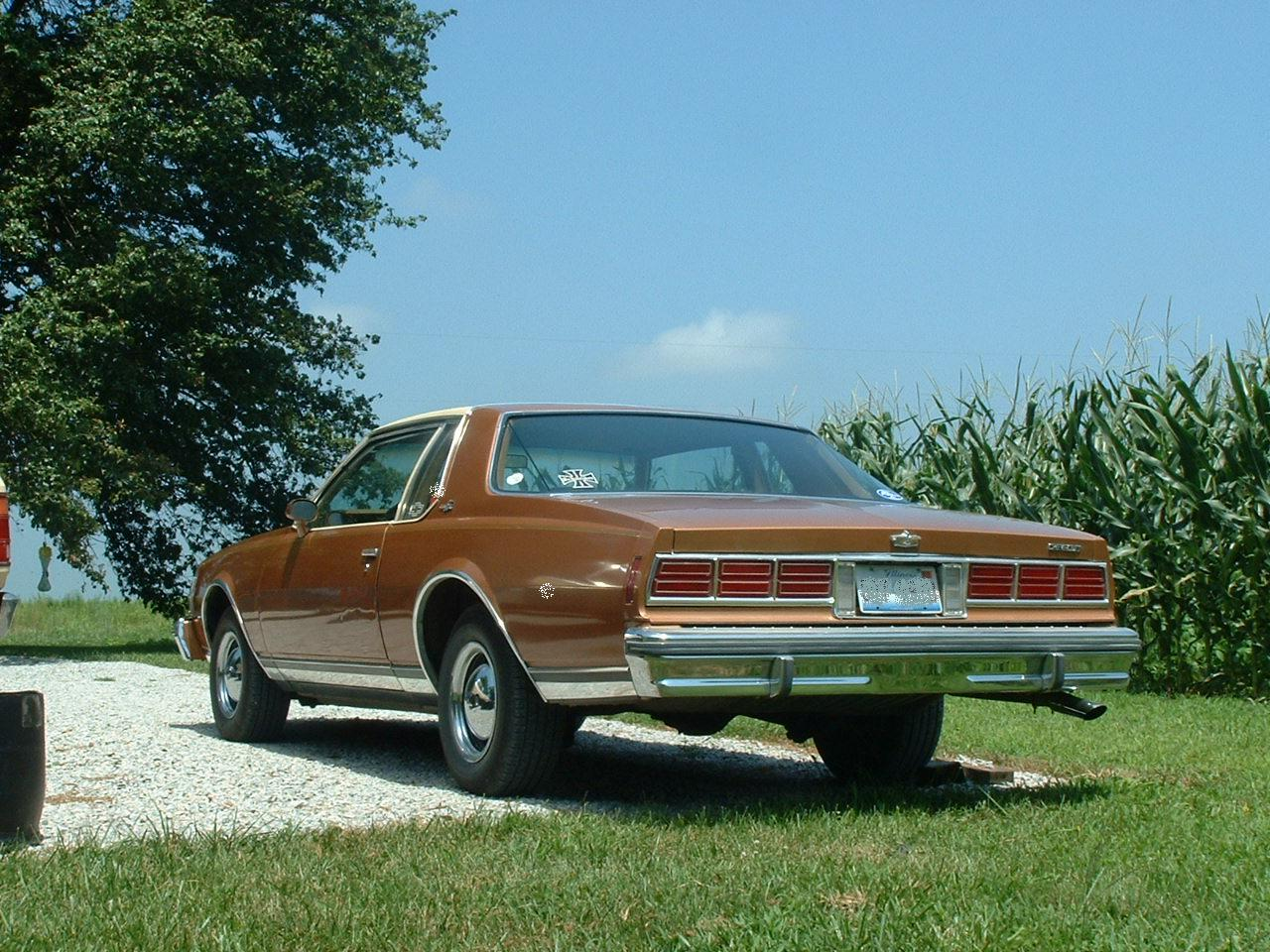
Chevrolet Bel Air VI - tył

Chevrolet Bel Air VI został zaprezentowany po raz pierwszy w 1976 roku.
Po tym, jak piąta generacja Bel Air nie doczekała się kontynuacji na rodzimym rynku Stanów Zjednoczonych, a gama sztandarowych modeli Chevroleta została tu okrojona do modeli Caprice oraz Impala, na rynku kanadyjskim General Motors kontynuowało produkcję Bel Air jeszcze w ramach szóstej generacji.
Samochód oferowany był jako najtańsza alternatywa dla opartych na zmodernizowanej platformie B-body modeli Chevroleta, a także Pontiaka. Charakteryzował się kanciastą sylwetką nadwozia, z dużą atrapą chłodnicy o strukturze kraty.

### Koniec produkcji i następca
Produkcja szóstej generacji dużego modelu Chevroleta trwała łącznie 4 lata, po czym w 1981 roku linia modelowa Bel Air została całkowicie wycofana z portfolio producenta.

### Silniki
- L6 4.1l Chevrolet
- V8 5.0l Small-Block
- V8 6.6l Small-Block